# Finlandia na Zimowych Igrzyskach Olimpijskich 1972
Finlandię na Zimowych Igrzyskach Olimpijskich 1972 reprezentowało 50 zawodników: 43 mężczyzn i 7 kobiet. Był to jedenasty start reprezentacji Finlandii na zimowych igrzyskach olimpijskich.

## Zdobyte medale
| Medal  | Zawodnik                                                    | Dyscyplina          | Konkurencja                  | Rezultat     |
| ------ | ----------------------------------------------------------- | ------------------- | ---------------------------- | ------------ |
| Srebro | Esko Saira, Juhani Suutarinen, Heikki Ikola, Mauri Röppänen | Biathlon            | Sztafeta 4 x 7,5 km mężczyzn | 1:54:37,25 h |
| Srebro | Marjatta Kajosmaa                                           | Biegi narciarskie   | Bieg na 5 km kobiet          | 17:05,50 min |
| Srebro | Helena Takalo, Hilkka Kuntola, Marjatta Kajosmaa            | Biegi narciaeskie   | Sztafeta 3 x 5 km kobiet     | 49:19,37 min |
| Srebro | Rauno Miettinen                                             | Kombinacja norweska | Indywidualnie                | 405,505 pkt  |
| Brąz   | Marjatta Kajosmaa                                           | Biegi narciarskie   | Bieg na 10 km kobiet         | 34:56,45 min |

## Skład kadry

### Biathlon
Mężczyźni
| Zawodnik                                                 | Konkurencja         | czas biegu | Kary  | Łączny czas | Pozycja |
| -------------------------------------------------------- | ------------------- | ---------- | ----- | ----------- | ------- |
| Yrjö Salpakari                                           | Bieg na 20 km       | 1:14:51,43 | 2:00  | 1:16:51,43  | 5.      |
| Esko Saira                                               | Bieg na 20 km       | 1:12:34,80 | 5:00  | 1:17:34,80  | 6.      |
| Mauri Röppänen                                           | Bieg na 20 km       | 1:16:45,88 | 7:00  | 1:23:45,88  | 27.     |
| Juhani Suutarinen                                        | Bieg na 20 km       | 1:14:25,99 | 10:00 | 1:24:25,99  | 30.     |
| Esko Saira Juhani Suutarinen Heikki Ikola Mauri Röppänen | Sztafeta 4 × 7,5 km | 1:54:37,25 | 3     | 1:54:37,25  | srebro  |

### Biegi narciarskie
Mężczyźni
| Zawodnik                                              | Konkurencja        | czas               | Pozycja            |
| ----------------------------------------------------- | ------------------ | ------------------ | ------------------ |
| Juha Mieto                                            | Bieg na 15 km      | 46:02,74           | 4.                 |
| Osmo Karjalainen                                      | Bieg na 15 km      | 46:27,51           | 10.                |
| Juhani Repo                                           | Bieg na 15 km      | 47:56,16           | 23.                |
| Manne Liimatainen                                     | Bieg na 15 km      | 48:59,90           | 35.                |
| Eero Mäntyranta                                       | Bieg na 30 km      | 1:41:40,51         | 19.                |
| Teuvo Hatunen                                         | Bieg na 30 km      | 1:42:27,18         | 22.                |
| Raimo Lehtinen                                        | Bieg na 30 km      | Nie ukończył biegu | Nie ukończył biegu |
| Osmo Karjalainen                                      | Bieg na 30 km      | Nie ukończył biegu | Nie ukończył biegu |
| Hannu Taipale                                         | Bieg na 50 km      | 2:48:24,83         | 12.                |
| Teuvo Hatunen                                         | Bieg na 50 km      | 3:00:41,72         | 32.                |
| Eero Mäntyranta                                       | Bieg na 50 km      | Nie ukończył biegu | Nie ukończył biegu |
| Kalevi Oikarainen                                     | Bieg na 50 km      | Nie ukończył biegu | Nie ukończył biegu |
| Hannu Taipale Juha Mieto Juhani Repo Osmo Karjalainen | Sztafeta 4 × 10 km | 2:07:50,19         | 5.                 |

Kobiety
| Zawodnik                                                  | Konkurencja       | czas     | Pozycja |
| --------------------------------------------------------- | ----------------- | -------- | ------- |
| Marjatta Kajosmaa                                         | Bieg na 5 km      | 17:05,50 | srebro  |
| Hilkka Riihivuori-Kuntola                                 | Bieg na 5 km      | 17:11,67 | 5.      |
| Helena Kivioja-Takalo                                     | Bieg na 5 km      | 17:21,39 | 9.      |
| Senja Pusula                                              | Bieg na 5 km      | 17:59,93 | 25.     |
| Marjatta Kajosmaa                                         | Bieg na 10 km     | 34:58,56 | brąz    |
| Helena Kivioja-Takalo                                     | Bieg na 10 km     | 35:06,34 | 5.      |
| Hilkka Riihivuori-Kuntola                                 | Bieg na 10 km     | 35:36,71 | 8.      |
| Marjatta Muttilainen-Olkkonen                             | Bieg na 10 km     | 36:46,40 | 22.     |
| Helena Takalo Hilkka Riihivuori-Kuntola Marjatta Kajosmaa | Sztafeta 3 × 5 km | 49:19,37 | srebro  |

### Hokej na lodzie
Reprezentacja mężczyzn
| - Jorma Valtonen - Ilpo Koskela - Seppo Lindström - Heikki Riihiranta - Heikki Järn - Juha Rantasila - Pekka Marjamäki - Jorma Vehmanen - Jorma Peltonen - Veli-Pekka Ketola |  | - Matti Murto - Matti Keinonen - Harri Linnonmaa - Juhani Tamminen - Lasse Oksanen - Esa Peltonen - Seppo Repo - Lauri Mononen - Timo Turunen |

Reprezentacja Finlandii w rundzie kwalifikacyjnej pokonała drużynę Norwegii 13:1 i awansowała do grupy finałowej turnieju olimpijskiego. W grupie finałowej zajęła 5. miejsce

#### Runda kwalifikacyjna
| 4 lutego 1972 | Finlandia | 13:1 | Norwegia |  |

| Godzina: 19:00 |  | (3:1, 5:0, 5:0) |  |  |

### Grupa Finałowa
| Drużyna           | M | Mecze | Mecze | Mecze | Bramki | Bramki | Bramki | Pkt | Uwagi |
| Drużyna           | M | W     | R     | P     | +      | -      | +/-    | Pkt | Uwagi |
| ----------------- | - | ----- | ----- | ----- | ------ | ------ | ------ | --- | ----- |
| ZSRR              | 5 | 4     | 1     | 0     | 33     | 13     | +20    | 9   |       |
| Stany Zjednoczone | 5 | 3     | 0     | 2     | 18     | 15     | +3     | 6   |       |
| Czechosłowacja    | 5 | 3     | 0     | 2     | 26     | 13     | +13    | 6   |       |
| Szwecja           | 5 | 2     | 1     | 2     | 17     | 13     | +4     | 5   |       |
| Finlandia         | 5 | 2     | 0     | 3     | 14     | 24     | -10    | 4   |       |
| Polska            | 5 | 0     | 0     | 5     | 9      | 39     | -30    | 0   |       |

Wyniki
| 5 lutego 1972 | ZSRR | 9:3 | Finlandia |  |

| Godzina: 19:00 |  | (3:2, 3:1, 3:0) |  |  |

| 7 lutego 1972 | Finlandia | 5:1 | Polska |  |

| Godzina: 19:30 |  | (0:0, 4:0, 1:1) |  |  |

| 8 lutego 1972 | Czechosłowacja | 7:1 | Finlandia |  |

| Godzina: 14:00 |  | (1:0, 3:0, 3:1) |  |  |

| 10 lutego 1972 | Finlandia | 1:4 | Stany Zjednoczone |  |

| Godzina: 19:00 |  | (1:2, 0:1, 0:1) |  |  |

| 13 lutego 1972 | Szwecja | 3:4 | Finlandia |  |

| Godzina: 09:00 |  | (2:1, 1:1, 0:2) |  |  |

### Kombinacja norweska
Mężczyźni
| Zawodnik        | Konkurencja   | Bieg narciarski | Bieg narciarski | Bieg narciarski | Skoki narciarskie | Skoki narciarskie | Skoki narciarskie | Skoki narciarskie | Skoki narciarskie | Skoki narciarskie | Skoki narciarskie | Skoki narciarskie | Łącznie | Pozycja |
| Zawodnik        | Konkurencja   | Czas biegu      | Pozycja         | Punkty          | Skok 1            | Nota              | Skok 2            | Nota              | Skok 3            | Nota              | Punkty            | Pozycja           | Łącznie | Pozycja |
| --------------- | ------------- | --------------- | --------------- | --------------- | ----------------- | ----------------- | ----------------- | ----------------- | ----------------- | ----------------- | ----------------- | ----------------- | ------- | ------- |
| Rauno Miettinen | Indywidualnie | 51:08,2         | 15.             | 195,505         | 73,5              | 94,4              | 77,5              | 103,9             | 79,0              | 106,1             | 210,0             | 2.                | 405,505 | srebro  |
| Erkki Kilpinen  | Indywidualnie | 49:52,6         | 4.              | 206,845         | 67,5              | 78,8              | 73,5              | 91,5              | 75,5              | 93,5              | 185,0             | 9.                | 391,845 | 4.      |
| Jukka Kuvaja    | Indywidualnie | 51:17,0         | 19.             | 194,185         | 66,0              | 76,4              | 65,0              | 75,9              | 71,0              | 83,8              | 160,2             | 25.               | 354,385 | 27.     |

### Łyżwiarstwo szybkie
Mężczyźni
| Zawodnik       | Konkurencja   | Konkurencja   | Konkurencja    | Konkurencja    | Konkurencja    | Konkurencja    | Konkurencja      | Konkurencja      |
| Zawodnik       | Bieg na 500 m | Bieg na 500 m | Bieg na 1500 m | Bieg na 1500 m | Bieg na 5000 m | Bieg na 5000 m | Bieg na 10 000 m | Bieg na 10 000 m |
| Zawodnik       | Czas          | Miejsce       | Czas           | Miejsce        | Czas           | Miejsce        | Czas             | Miejsce          |
| -------------- | ------------- | ------------- | -------------- | -------------- | -------------- | -------------- | ---------------- | ---------------- |
| Seppo Hänninen | 40,12         | 5.            | 2:14,52        | 28.            |                |                |                  |                  |
| Kimmo Koskinen |               |               | 2:08,18        | 10.            | 7:45,15        | 11.            | 15:38,87         | 7.               |
| Leo Linkovesi  | 40,14         | 6.            | 2:16,86        | 34.            |                |                |                  |                  |
| Jouko Salakka  | 42,81         | 27.           | 2:10,22        | 17.            | 7:57,42        | 18.            | 16:35,64         | 19.              |

Kobiety
| Zawodnik     | Konkurencja   | Konkurencja   | Konkurencja    | Konkurencja    | Konkurencja    | Konkurencja    | Konkurencja    | Konkurencja    |
| Zawodnik     | Bieg na 500 m | Bieg na 500 m | Bieg na 1000 m | Bieg na 1000 m | Bieg na 1500 m | Bieg na 1500 m | Bieg na 3000 m | Bieg na 3000 m |
| Zawodnik     | Czas          | Miejsce       | Czas           | Miejsce        | Czas           | Miejsce        | Czas           | Miejsce        |
| ------------ | ------------- | ------------- | -------------- | -------------- | -------------- | -------------- | -------------- | -------------- |
| Arja Kantola | 46,12         | 16.           | 1:35,45        | 21.            | 2:33,2         | 22.            | 5:30,88        | 21.            |
| Tuula Vilkas | 46,85         | 24.           | 1:33,51        | 11.            | 2:27,09        | 16.            | 5:05,92        | 7.             |

### Skoki narciarskie
Mężczyźni
| Konkurencja            | Skoczek         | Skok 1    | Skok 1 | Skok 2    | Skok 2 | Nota  | Pozycja |
| Konkurencja            | Skoczek         | odległość | Nota   | odległość | Nota   | Nota  | Pozycja |
| ---------------------- | --------------- | --------- | ------ | --------- | ------ | ----- | ------- |
| Skocznia normalna K-86 | Rauno Miettinen | 75,5      | 105,5  | 75,5      | 106,5  | 212,0 | 17.     |
| Skocznia normalna K-86 | Tauno Käyhkö    | 76,0      | 105,8  | 75,5      | 106,8  | 211,8 | 18.     |
| Skocznia normalna K-86 | Kari Ylianttila | 76,0      | 104,8  | 73,5      | 101,8  | 206,6 | 25.     |
| Skocznia normalna K-86 | Esko Rautionaho | 73,5      | 100,3  | 67,0      | 87,4   | 187,7 | 45.     |
| Skocznia duża K-110    | Tauno Käyhkö    | 95,0      | 104,5  | 100,5     | 114,7  | 219,2 | 4.      |
| Skocznia duża K-110    | Esko Rautionaho | 93,0      | 95,7   | 99,0      | 110,1  | 205,8 | 9.      |
| Skocznia duża K-110    | Kari Ylianttila | 91,5      | 99,1   | 92,0      | 98,3   | 197,4 | 13.     |
| Skocznia duża K-110    | Rauno Miettinen | 83,0      | 79,7   | 87,5      | 91,0   | 170,7 | 32.     |